# Julio Schiaffino
Julio Schiaffino (1936 - 23 juin 2016), est un dessinateur de bande dessinée argentin.

## Biographie
Skiafin a commencé sa carrière de designer en Argentine pour le compte du magazine Mysterix, où il a produit la série Bull Rockett. Il a rencontré son collègue Francisco Solano Lopez, dont assistant était la bande dessinée emblématique «El Eternauta», émis par la société «Frontera» de Hector Herman Oesterchelnt ( Ector German Oesterheld, le magazine «Hora Cera Hemanal»). Encore comme assistant, il a travaillé pour les séries "Joe Zonda", "Rolo", "Rul de la Luna", "El Marcianero", "Historias de Guerra" des mêmes éditions. Plus tard, il en affronta lui-même, comme la nouvelle série de Osterheld, "Buster Pike". Depuis 1977, il a déménagé en EuropeIl travailla principalement pour la maison d’édition britannique Fleetway, pour laquelle il présenta la série "Hot Shot Hamish & Mighty Mouse" dans un scénario de Fred Baker, qui dura 18 ans dans divers magazines. Elle a également travaillé dans le magazine Sex Humor, utilisant le pseudonyme "Lourdes". Sa série était aussi la bande dessinée de football "Choripan" dans le magazine "Ole".

## Œuvre
- L'Agent de la National, scénario de Carlos Sampayo, dessins de Julio Schiaffino, Éditions Michel Deligne, collection Noir sur blanc, 1982
- Trophée, Aventures et Voyages, collection Mon journal

20. Trophée 20, scénario de Tom Tully, dessins Julio Schiaffino, 1975
21. Trophée 21, scénario de Fred Baker et Tom Tully, dessins de Francisco Solano López, Julio Schiaffino et Ron Turner, 1976
22. Trophée 22, scénario de Fred Baker, Tom Tully et Ron Turner, dessins de Francisco Solano López et Julio Schiaffino, 1976
23. Trophée 23, scénario de Fred Baker, Tom Tully et Ron Turner, dessins de Francisco Solano López, Ron Turner et Julio Schiaffino, 1976
24. Trophée 24, scénario de Fred Baker, Tom Tully et Ron Turner, dessins de Francisco Solano López, Ron Turner et Julio Schiaffino, 1976
25. Trophée 25, scénario de Fred Baker, dessins de Francisco Solano López, Ron Turner et Julio Schiaffino, 1977
26. Trophée 26, scénario de Fred Baker et Tom Tully, dessins de Francisco Solano López et Julio Schiaffino, 1977
27. Trophée 27, scénario de Fred Baker et Tom Tully, dessins de Francisco Solano López et Julio Schiaffino, 1977
28. Trophée 28, scénario de Fred Baker et Tom Tully, dessins de Francisco Solano López et Julio Schiaffino, 1977
29. Trophée 29, scénario de Fred Baker et Tom Tully, dessins de Francisco Solano López et Julio Schiaffino, 1978
30. Trophée 30, scénario de Fred Baker et Tom Tully, dessins de Francisco Solano López et Julio Schiaffino, 1978
31. Trophée 31, scénario de Fred Baker et Tom Tully, dessins de Francisco Solano López et Julio Schiaffino, 1978
32. Trophée 32, scénario de Fred Baker et Tom Tully, dessins de Francisco Solano López et Julio Schiaffino, 1978
33. Trophée 33, scénario de Fred Baker, Ennio Missaglia et Tom Tully, dessins de Francisco Solano López, Vladimiro Missaglia et Julio Schiaffino, 1979
34. Trophée 34, scénario de Fred Baker, Ennio Missaglia et Tom Tully, dessins de Francisco Solano López, Vladimiro Missaglia et Julio Schiaffino, 1979
- Brik, Aventures et Voyages, collection Mon journal

183. L'Île des esclaves, scénario de Scott Goodall, Tom Tully et Víctor Mora, dessins de Kurt Caesar, John Stokes et Julio Schiaffino, 1978
184. La Fille au boulet d'or, scénario de Scott Goodall, Tom Tully et Víctor Mora, dessins de Kurt Caesar, John Stokes et Julio Schiaffino, 1979
185. L'Île des zombis, scénario de Scott Goodall, Tom Tully et Víctor Mora, dessins de Kurt Caesar, John Stokes et Julio Schiaffino, 1979
186. Le Sorcier maudit, scénario de Michel-Paul Giroud, Tom Tully et Víctor Mora, dessins de Kurt Caesar, Michel-Paul Giroud et Julio Schiaffino, 1979
187. L'Homme aux faucons, scénario de Tom Tully et Víctor Mora, dessins de Kurt Caesar et Julio Schiaffino, 1979
188. Un sacré grand jour, scénario de Mario Sbattella, Tom Tully et Víctor Mora, dessins de Kurt Caesar, Mario Sbattella et Julio Schiaffino, 1980
189. Le monstrueux spectre de la nuit, scénario de Mario Sbattella, Tom Tully et Víctor Mora, dessins de Kurt Caesar, Mario Sbattella et Julio Schiaffino, 1980
190. Le Trésor des princes pirates, scénario de Mario Sbattella, Tom Tully et Víctor Mora, dessins de Kurt Caesar, Mario Sbattella et Julio Schiaffino, 1980